# NGC 1603
NGC 1603 је елиптична галаксија у сазвежђу Еридан која се налази на NGC листи објеката дубоког неба.
Деклинација објекта је - 5° 5' 38" а ректасцензија 4h 31m 49,9s. Привидна величина (магнитуда) објекта NGC 1603 износи 13,8 а фотографска магнитуда 14,8. Налази се на удаљености од 49,590 милиона парсека од Сунца. NGC 1603 је још познат и под ознакама MCG -1-12-19, NPM1G -05.0199, PGC 15424.